# Кукморские валенки

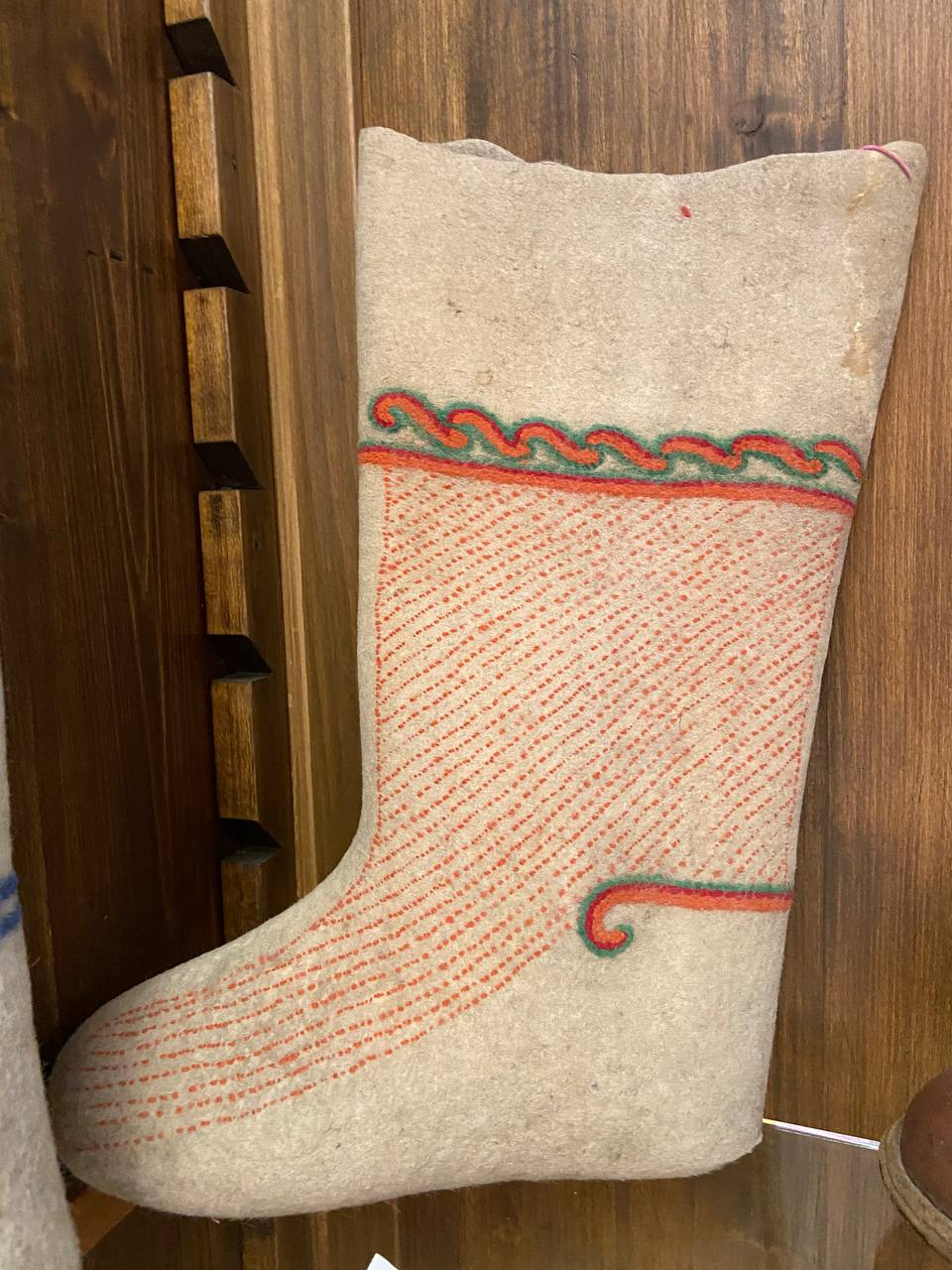
Традиционный кукморские валенки

Кукморские (кухморские) валенки — народный промысел, состоящий в изготовлении валенок с рисунком красного цвета.
Центром производства войлочных изделий является Кукморский район Татарстана России, хотя валенки такого дизайна изготавливались и в других регионах России (Свердловская, Кировская область, МАССР и так далее). Кукморские валенки — один из самых старых брендов республики Татарстан. Валенки относятся к тонкошерстяным. Кукморские валенки — это писаные валенки и валенки с мушками: на белый валенок наносились красные точки или красный рисунок.
Особенностью является выделение красными завитками пятки. Носились по праздникам народами Среднего Поволжья: мордвой, мари, чувашами. Валенки изображены на гербе города Кукмора. Кукморские валенки рубежа XIX—XX столетий кроме хорошего качества отличались красивым вышитым узором. Самыми распространёнными были валенки с красными мушками, которые в отдалённых губерниях России называли по-простому — «кукморскими», или «кухморскими». Кроме красных ниток часто использовали синие и зелёные. Учитывая то, что вышивка производилась по основе валенка, который далее проходил мокрую стирку или валку, после чего изделие давало усадку в несколько раз, это демонстрирует мастерство местных вышивальщиц того времени. В Кукморе вышивали уже готовые валенки, а валенки, производимые в селе Нижнеиргинское украшались по-особенному: вышивка вкатывалась в поверхность валенка красно-чёрным узором. Внутри валенка вышивки не было.

## История

### Зарождение
В Кукморском районе кустарное производство валеных изделий известно с середины XIX столетия.
До революции кукморские валенки носили, в основном, знатные особы.

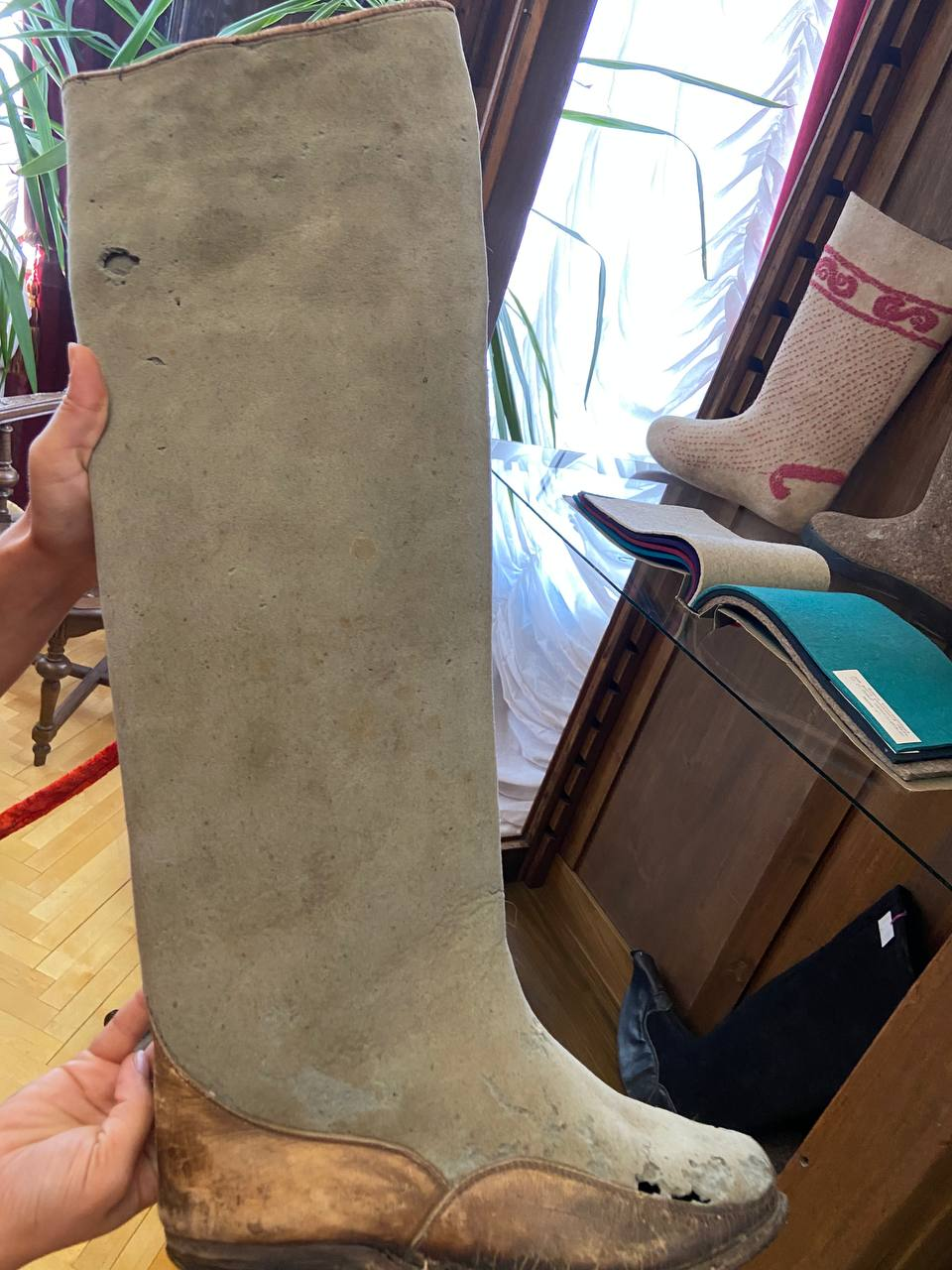
Кукморские валенки в экспозиции Кукморского краеведческого музея

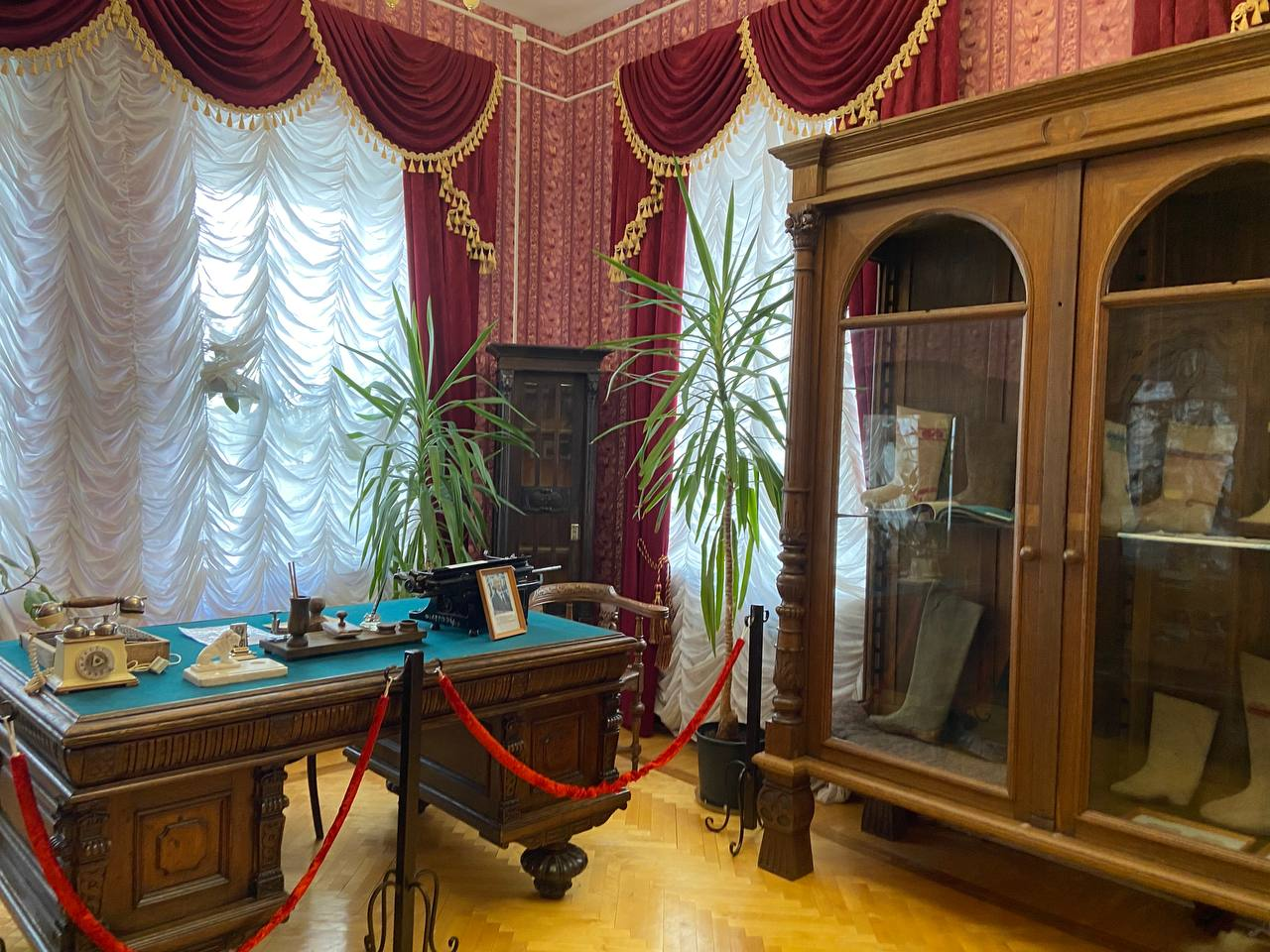
Восстановленная обстановка кабинета Комарова в Кукморском краеведческом музее

Промышленное валяльное производство открылось в Кукморе в 1867 году.
«Товарищество Родыгиных» было основано купцом Михаилом Родыгиным еще в 1863 году — на волне социально-экономических реформ в России. По своему значению предприятие занимало ведущее место в крае. Родыгины владели разветвленной сетью производств, в которую также входили крупное валяльное заведение в соседнем селе Жилой Рудник, склады готовой продукции в Казани и Малмыже. Кроме того, на «Товарищество Родыгиных» работали крестьяне многочисленных близлежащих деревень.
Кукморская фабрика валяной обуви была создана на базе двух фабрик частного владения: торгового дома «Братья Комаровы» фабрики валяной и бурочной обуви и фабрики «Братья Родыгины». До воссоединения фабрик оба фабриканта вели свою деятельность независимо друг от друга и конкурировали между собой.
Свое дело братья Комаровы открыли в 1867 году с пошива бурочной обуви в мастерских, открытых в помещениях двора их родового дома, сохранившегося и по ныне под № 6 на ул. Ворошилова.
В механических мастерских во дворе делались заготовки бурок, а окончательная выработка этой изящной обуви на кожаной подошве, на рантах и обсоюзенной хромом, велась бурочными мастерами дома.
И когда братья задумали расширить производство бурок и заняться выделкой валенок, для которой площадь мастерской не позволяла, на окраине села они начали возводить фабричные корпуса.
Братья Комаровы также имели фабрику валяной обуви в селе Каймары Арского уезда, после революции именуемой Госфабрикой валяной обуви № 4. Скупая шерсть, в большинстве у местного населения, фабриканты ее чесали у себя на фабрике на чесальных машинах и в виде ваты давали надомникам, а от них уже получали готовые валенки, на которые ставили свое фирменное клеймо. Мастера катали валяные сапоги черные и белые, часть из них с так называемыми мушками, вышитыми на голенищах.
Фабрика торгового дома Комарова имела 8 чесальных машин фирмы «Прайт Уитни» (Англия) шириной 1,9 метров и одну чесальную машину с ватрамой и щипальную машину для изготовления бурочного войлока, из которого в мастерских Комарова сапожниками шились войлочные бурки. Для приведения в движение этого оборудования и освещения своего предприятия, имелась одна паровая машина 30 лошадиных сил и дизель 80 лошадиных сил, но весь процесс основообразования, стирка, насадка, сушка и очистка велась вручную.
Годовое производство Торгового Дома «Братья Комаровы» оценивалось в 1,5 миллиона рублей.
До революции валяльная фабрика купцов Родыгиных являлась одной из крупнейшей в России. Она обувала, как утверждают архивы, даже членов самого императорского дома Романовых. У кукморской фирмы был свой торговый знак — изображение золотого ключа на черном треугольнике, — «наследивший» во многих важных документах прошлого, в том числе правительственных.
Изделия торгового дома «Братья Комаровы» были широко известны далеко за пределами Казанской губернии. В свое время фирма удостаивалась медалей Парижской и Лейпцигской, а также российских торговых ярмарок.
Кукморские валенки экспонировались на различных торгово-промышленных выставках, получая престижные награды. Так, продукция Родыгиных была отмечена золотыми медалями качества на Екатеринбургской (в 1887 году), всероссийских Казанской (1890) и Санкт-Петербургской (1906) и международной Брюссельской (1905) выставках.
К революции она насчитывала уже полторы тысячи работников, многие из которых были «надомниками».
Иногда у этих компаний появлялись и другие соперники, правда, быстро сходившие с дистанции. Так, купец Василий Вавилов, у которого была небольшая валяльная фабрика в Рабочем переулке в Кукморе, потерял рассудок из-за невозможности одолеть конкурентов, а его жена — после его смерти — распродала имущество и переехала в село Завод-Нырты, где открыла женский монастырь.
Выходцы из Казанской губернии познакомили жителей села Нижнеиргинское с технологией валяния кукморских валенок.

В 1893 году Игнат Щербаков открывает на берегу реки завод поярковой валяной обуви. Если в Кукморе валенки изготовляли из разной шерсти, то на заводе И. Л. Щербакова только из поярковой (первая шерсть с ягнят — мягкая, тонкая). 
Шерсть первую с ягнят накладывали на форму, слегка валяли, затем раскладывали на столе. Две девушки становились по обе стороны стола и обшивали обе стороны одновременно, чтобы рисунок был симметричным. На тонком, разложенном на столе пласте шерсти появлялся красивый узор. Затем добавляли шерсть и докатывали, рисунок становился частью валенка, вкатанный в него. Работа была очень трудоёмкая, но и платили за неё неплохо. Работали в основном зимой, с началом полевых работ вышивки прекращались. Начинали работу с рассветом и заканчивали с наступлением ранних зимних сумерек. Днём девушек хозяин поил чаем. Можно было заработанное брать продукцией. — Калинина Надежда Платоновна
Каталями были молодые юноши. Они «стирали» (скатывали) валенки в бане, а затем их сушили в печах.
А кукморские валенки в Иргинске являлись лучшей обувью для гуляний. В них праздновали масленицу, колядовали, водили хороводы, плясали под гармонь, фотографировались. Валенки считались ценным подарком, а иметь собственные валенки было престижно. По валенкам невесты выбирали жениха, а жених в валенках — состоятельный человек. Валенки были дорогим подарком, их передавали по наследству.
Крестьянскую семью, где каждый имел свою пару, называли зажиточной, даже богатой. В большинстве же домов обходились одной-единственной парой.

### Советское время
В 1917 году после Октябрьской революции все предприятия выпускающие валяную обувь, объединились в одну фабрику. Хозяин Торгового Дома Николай Комаров передал фабрику представителям новой власти и поселился в Казани. Здесь он занимал ответственные хозяйственные должности и какое — то время преподавал технологию валяного производства в техникуме легкой промышленности.

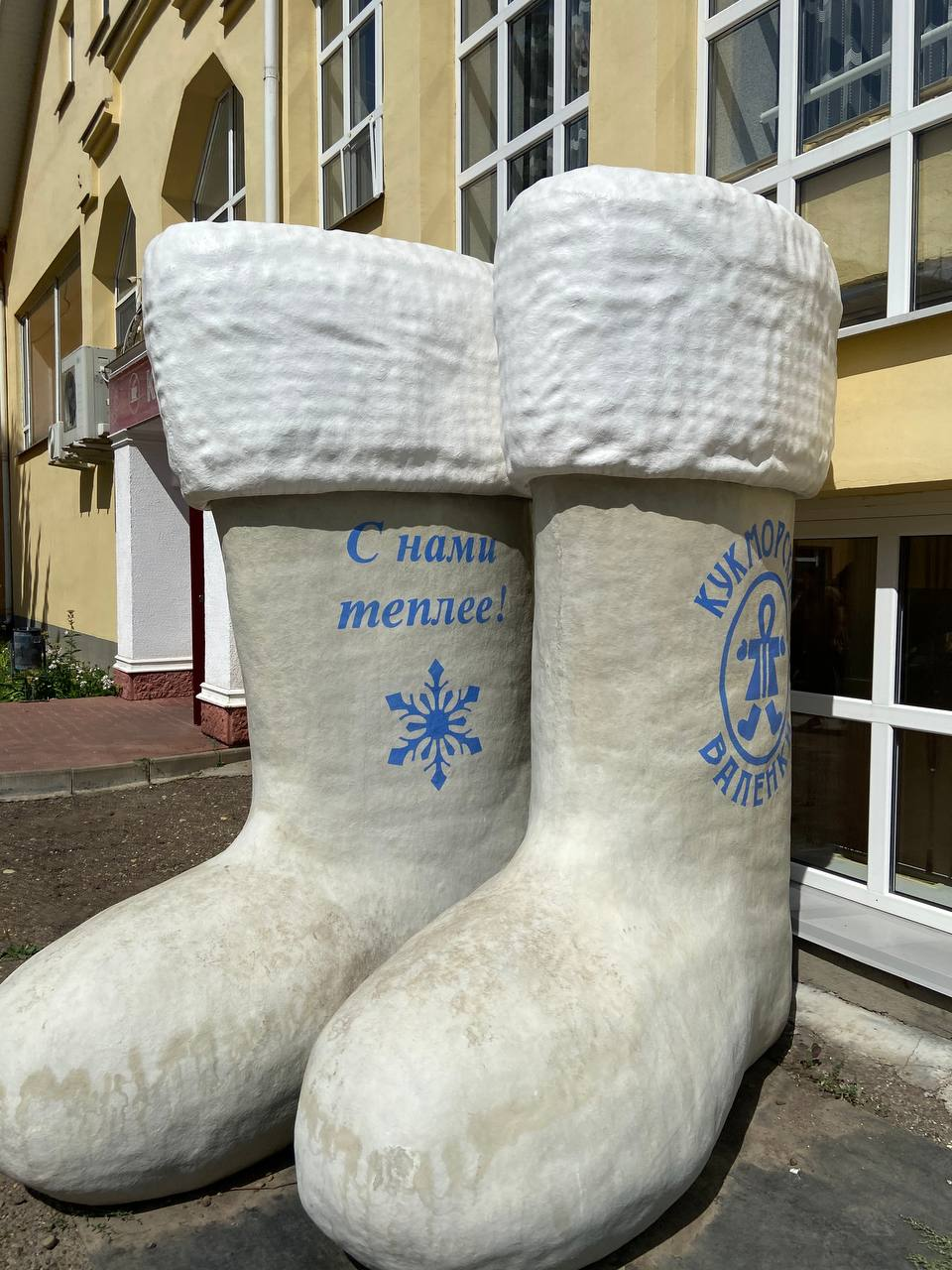
Скульптура «Кукморские валенки»

В 1922 национализированное производство переименовывают в «Красный текстильщик»
Оборудование было сконцентрировано в одном месте. Были уже постоянные кадры валяльщиков, закрепленные за фабрикой. Надомников не стало. Рабочие работали в корпусах фабрики, появлялись цеха.
Гражданская война, а затем послевоенная разруха привели к тому, что выпуск валяной обуви уменьшился до 500 пар в день. Начиная с 1923 года фабрика начинает наращивать свой выпуск.
В 1936 году фабрика перешла на введение пласта вместо обкладки основы ватой, в валяльном цеху постепенно стали заменять кольцевые машины — молотовыми машинами, что увеличило производительность труда в валяльном цеху. Выпуск продукции резко возрос, за этот же год фабрикой было изготовлено и выпущено валяной обуви 1003737 пар с количеством работающих 1686 человек, что составляет на одного работающего 595 пар в год.
В годы Великой Отечественной войны происходит резкий спад выпуска валяной обуви по следующим причинам: уход в армию мужской части рабочих, ИТР и на сельхозработы женщин. Кукморская фабрика отдала фронту своих самых лучших квалифицированных рабочих. Всего ушло в армию 429 мужчин. Стране и фронту нужен был хлеб и всего 300 человек рабочих-женщин ушли на сельхозработы. На начало 1945 года на фабрике работало всего 394 человека.
За 1941—1945 годы войны фабрика дала фронту 1562928 пар валенок. Кроме того коллектив фабрики отреставрировал 6000000 пар валяной обуви, прибывшей с фронтов Отечественной войны.
Начиная с 1946 года фабрика стала наращивать свой выпуск и увеличивать производительность труда. Возвращаются с фронта старые кадровые рабочие, призванные с фабрики в свое время в армию.
В 1940-е валенки валяют в МАССР, Мари-Турекский район. д. Киселево
В 1954 году его переименовали в Кукморскую фабрику валяной обуви.
В середине пятидесятых фабрика начала переходить на конвейерное производство. В цехах поставили конвейеры, начали внедрять новые методы окраски и обработки шерсти.
К 1956 году объем выпуска валенок был равен объему, выпускаемому в 1936 году, но на это теперь требовалось гораздо меньше персонала: механизация производства давала свои плоды. Производство с тех пор активно росло: в 1956 году на фабрике сделали 1 миллион 16 тысяч пар, в 1965 — уже 1 миллион 329 тысяч пар, при этом количество рабочих осталось тем же самым.
В 1966-м был построен новый конвейер (в основальном цехе). На фабрике разработали методы ремонта бракованных валенок: на фабрике работало целое научно-техническое общество.
С IV квартала 1966 года фабрика держала первое место среди всех предприятий валяно-обувной и фетровой промышленности в РСФСР.
В остальной период Кукморская фабрика занимала второе место по объему производства валяной обуви по Советскому Союзу после казанского валяльного комбината.
В 70-е годы продолжается процесс механизации производства, совершенствуются технологии. Увеличивается выпуск обуви с обрезиненным низом, расширяется ассортимент фабричной продукции. На территории фабрики появилось 2-х этажное производственное помещение с импортными (японским, ФРГ и Польши) оборудованием, бытовками для рабочих, фабричной просторной и светлой столовой и душевыми.
Предприятие было награждено переходящим Красным Знаменем Совета министров РСФСР и ВЦСПС, получало денежную премию.
По итогам Всесоюзного соцсоревнования коллектив фабрики стал победителем и в 1968 году. Сверх плана в Кукморе выработали 12,3 тысячи пар валенок, отправив в бюджет дополнительно 1,3 миллиона рублей. Это колоссальные деньги по тем временам. За год зарплата рабочих тоже подросла: в 1967 году в среднем она составляла 509 рублей, в 1968 — уже 528.
Среди рабочих были 600 передовиков производства и 80 рационализаторов.
В советское время комбинат обеспечивал 30 % жителей СССР валенками.
Кукморские валенки валялись в 1960-е годы и в Кировской области г. Малмыж,в Татарстане, Балтасинский р-он, д. Каенсар

### Современность

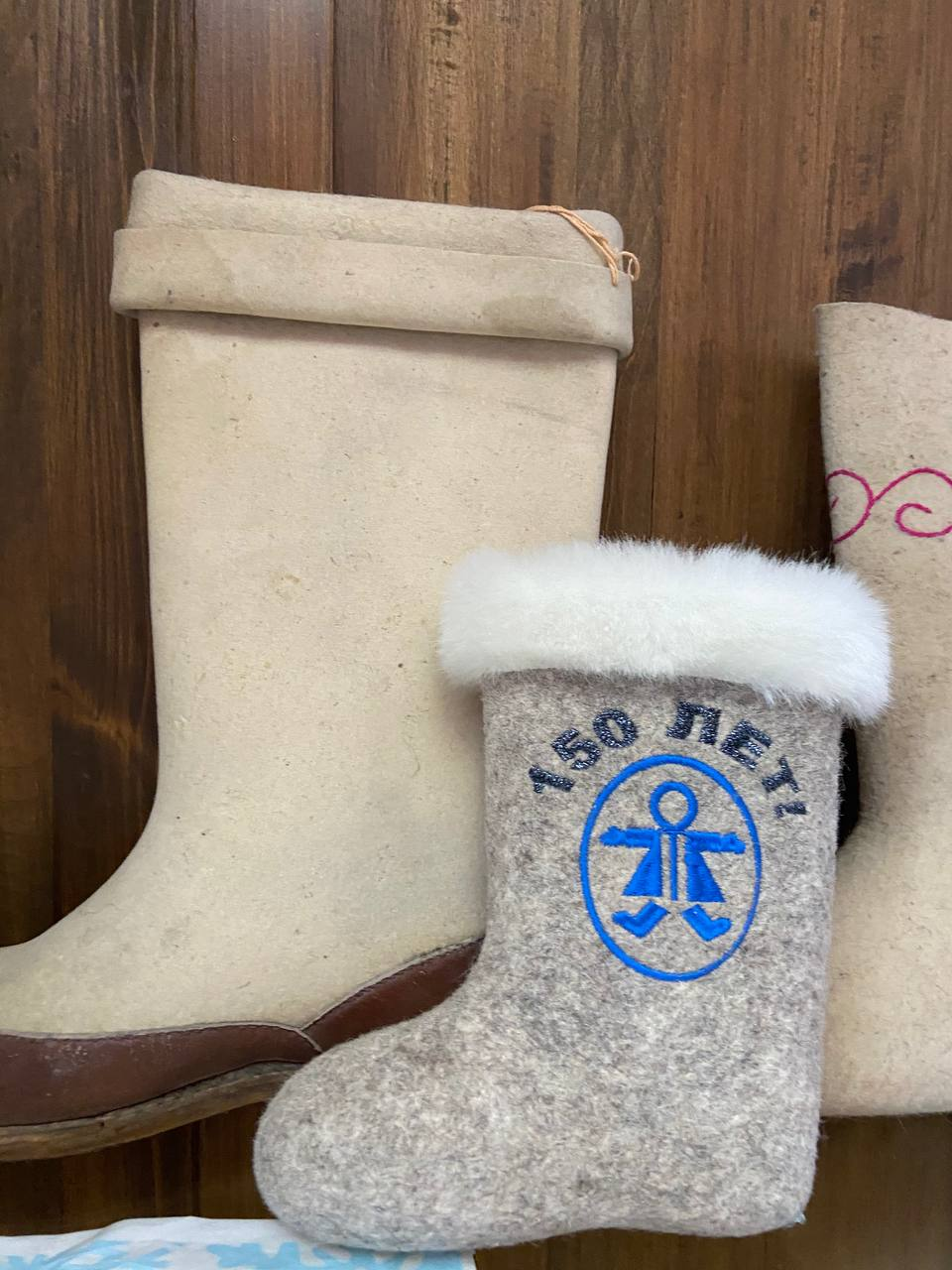
Современные валенки

В 2013 году кукморское производство было самим крупным в РФ.
Выручка предприятия за 2013 год составила 375 млн. 225 тыс. рублей
Открытое акционерное общество «Кукморский валяльно-войлочный комбинат» выпускает валенки, спальные мешки, одеяла, строительный войлок. Основным сырьем фабрики является шерсть. В год поступает около 1500 тонн натуральной шерсти и около 35 тонн заводской шерсти и выпускается комбинатом около 1 млн пар валяной обуви. Возобновлено декоративное украшение валяной обуви. Продукция комбината распространяется по всей России.
Шерсть, поступающая на фабрику, содержит естественные примеси — шерстный жир и пот, а также песок, пыль, навоз, частицы сорных растений. Загрязняющие вещества удаляют с шерсти промывкой ее в растворах мыла и соды или синтетических ПАВ. Так в процессе производства образуются сточные воды, требующие проведения механической и биологической очистки.
Многие годы директором предприятия был Шамиль Ахметшин — один из последних в Татарстане «красных директоров» : он возглавил Кукморский валяльно-войлочный комбинат еще в 1988 году в результате возникшей в перестройку системы, когда коллективы сами выбирали себе руководителей.
В 2022 году генеральный директор АО «Кукморский валяльно-войлочный комбинат» — Ляля Шарипова
Объектом туристского интереса становится история предприятия и традиции выпуска зимней обуви — валенок, и переформатирование это старинного вида обуви на современный уровень, с внесением дополнительных украшений в виде узоров из аппликаций и бисера в русским или национальном татарском стиле.
Традиционный дизайн кукморских валенок не производится.
С 2015 проходит фестиваль валенок «Кукморские валенки» (#itekfest)
Дата проведения фестиваля 5 января.
За годы проведения местный фестиваль обрёл общереспубликанское значение, а в 2021-м ему придан статус межрегионального. Среди его участников, помимо, разумеется, татарстанцев, приезжают делегаты из Кировской области, Марий Эл, Удмуртии и других соседних регионов.
В 2022 году татарстанские семьи с доходом не выше прожиточного минимума получают подарочные комплекты для новорождённых. Каждый подарок стоимостью около 10 тысяч рублей включает в себя набор необходимых вещей для новорождённого: пелёнки, гигиенические средства и даже кукморские валенки.

## Особенности промысла

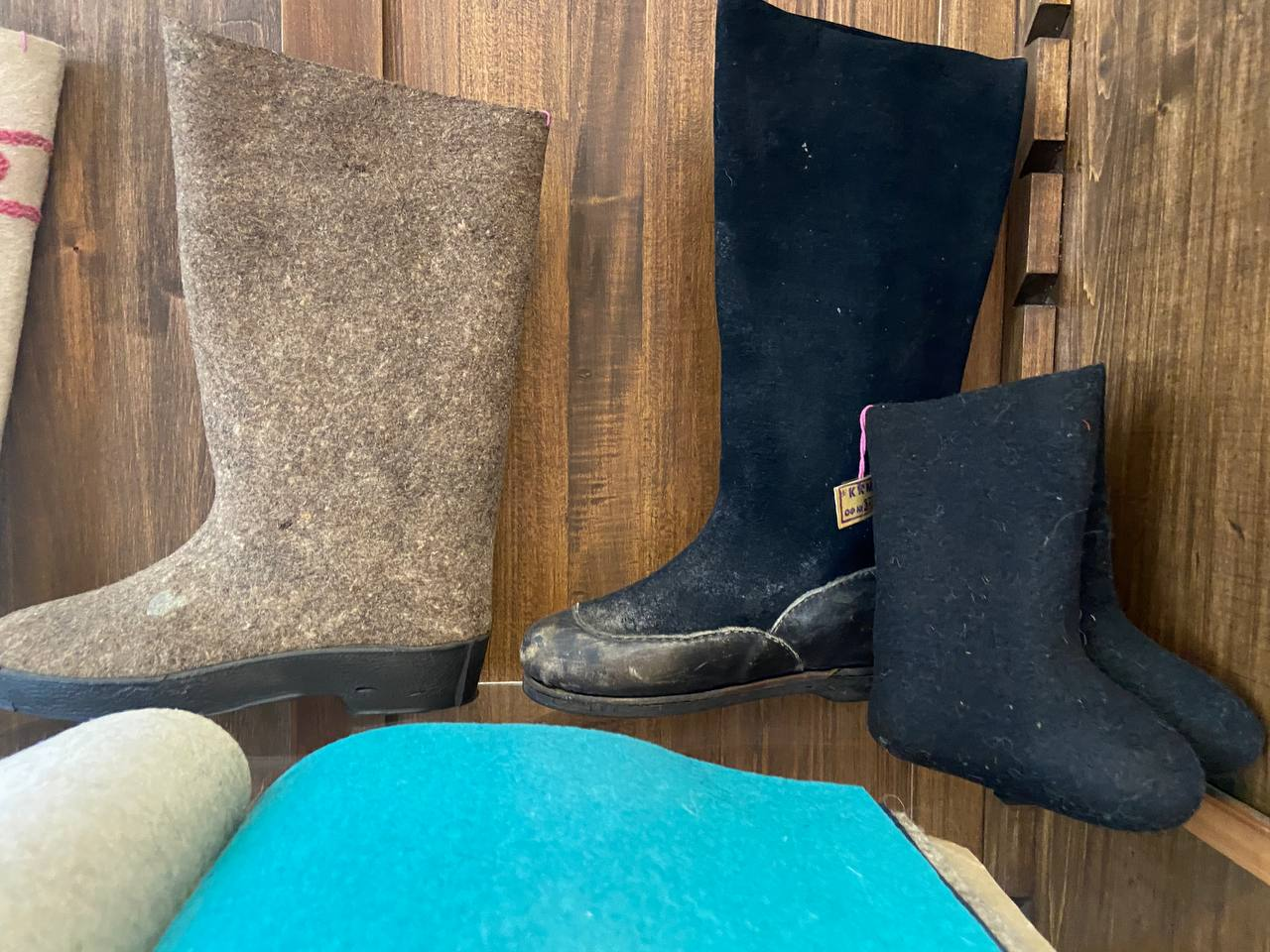

Процесс производства начинается с подготовки шерсти. Со склада грязные кипы поступают на мойку, где их очищают в специальном растворе, потом полощут в ванной и сушат около 40 минут.

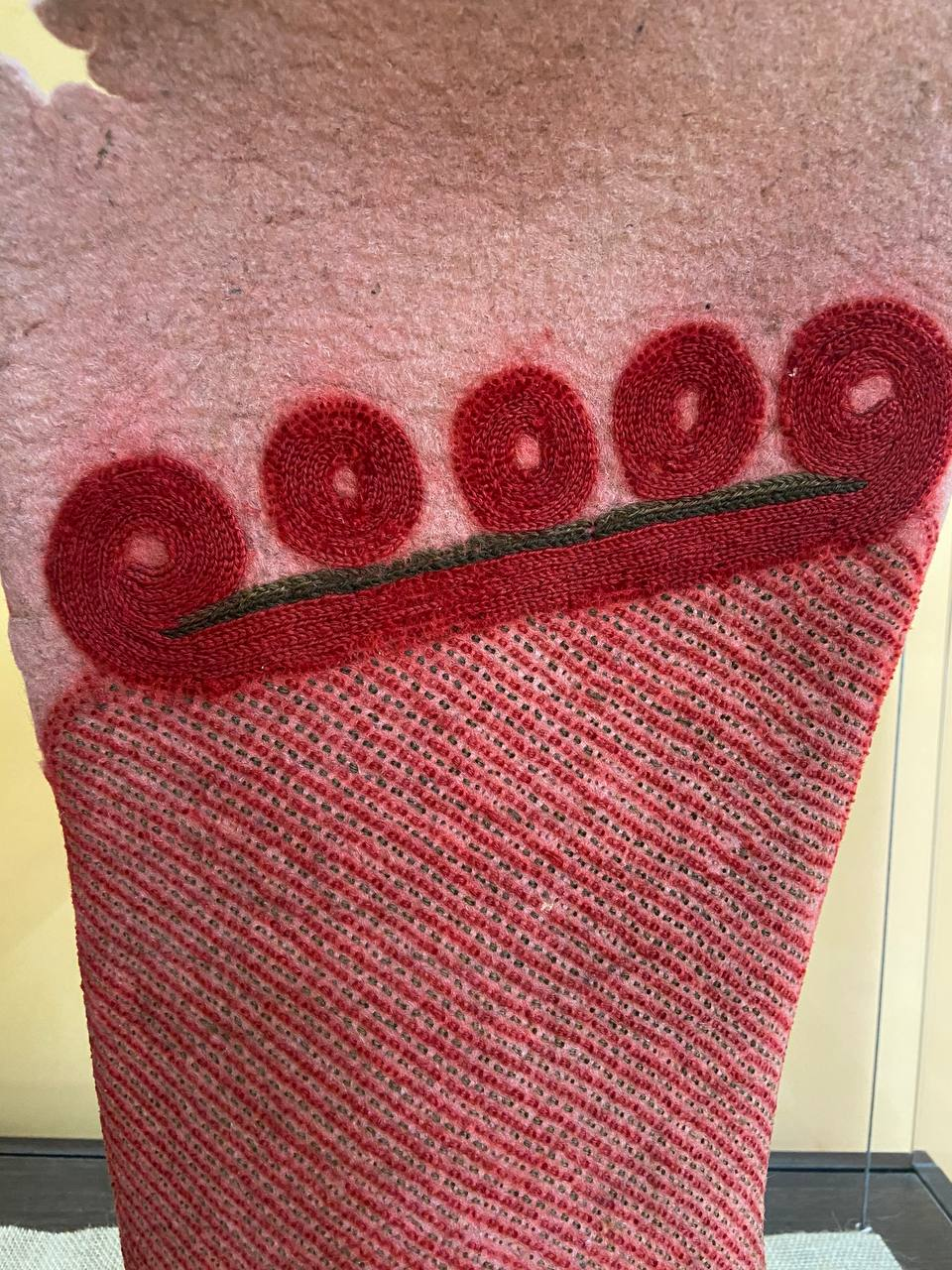
Детали валенок

Кукморские валенки создают из грубой, полугрубой и мягкой шерсти. Татарстанская романовская овчина для промышленного производства не подходит. Поэтому белую и серую грубую шерсть каракульских овец везут из Казахстана и Монголии, а мягкую шерсть мериносов — из Австралии. Из них валяют обувь для спецодежды и для повседневной носки.
Скомканная чистая шерсть разрыхляется и смешивается с шерстью другого цвета по специальному «рецепту» (соотношению) до однородной массы, а дальше поступает в чесальный цех, где всё расчёсывается колючими валиками и наматывается на специальные катушки.
Для их изготовления используется исключительно мытая и очищенная от растительных примесей шерсть. Производство валенок бескислотное — только вода различных температур и пар. Ручной труд занимает более 35 % всего цикла производства валенок. Руками, на ощупь задаётся нужная толщина и плотность будущего валенка. Для придания конечной формы используются колодки, разработанные НИИ и имеющие анатомическую форму ноги. На станках ворсосъёмки убирается «мохнатость», и валенок приобретает красивый внешний вид. При этом полезные свойства шерсти полностью сохраняются. Валенки получаются и плотные, и в меру мягкие.

## В искусстве

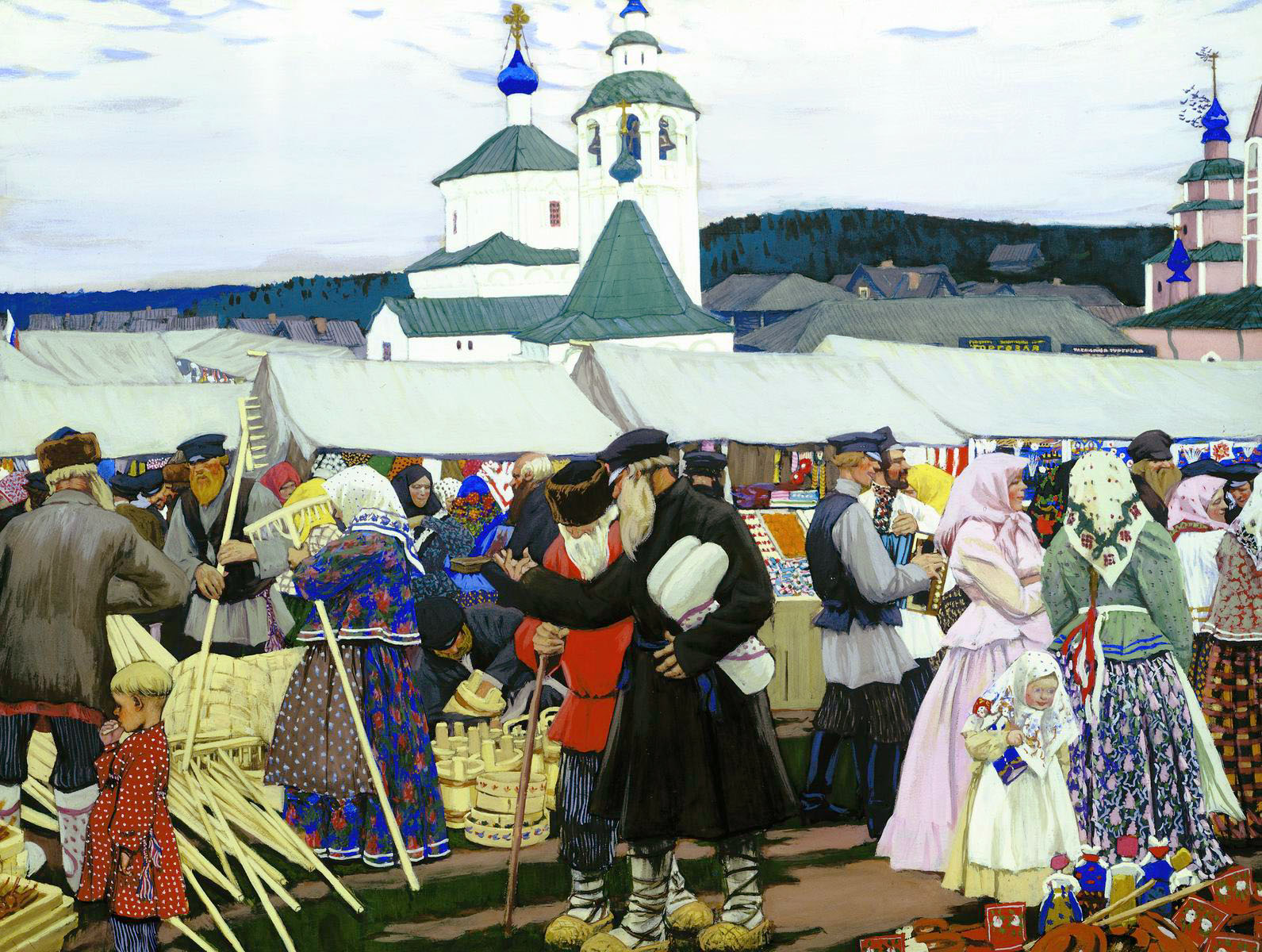
Б. М. Кустодиев. Ярмарка. 1906

Кукморские валенки написал с натуры Борис Михайлович Кустодиев на картине, изобразившей ярмарку в небольшом поволжском городе в начале XX века. На картине в левом нижнем углу изображен мужик, торгующий разноцветными воздушными шарами и обутый в кукморские валенки. В центре — мужчина, купивший валенки.

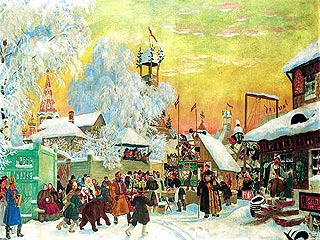
Б. М. Кустодиев. Сельская ярмарка. Около 1919

На картине 1919 года «Сельская ярмарка» в центре композиции также представлен мужчина в кукморских валенках.
Изображены на картине Кузнецова Михаила Ивановича «Кукморские валенки» из серии «Сабантуй», 2019 г.
Домашнее производство валенок изображено на работе Кильдибекова Рустема Ахмедовича «Кукморские валенки». Картина храниться в Государственном музее изобразительных искусств Республики Татарстан

## Экспонирование

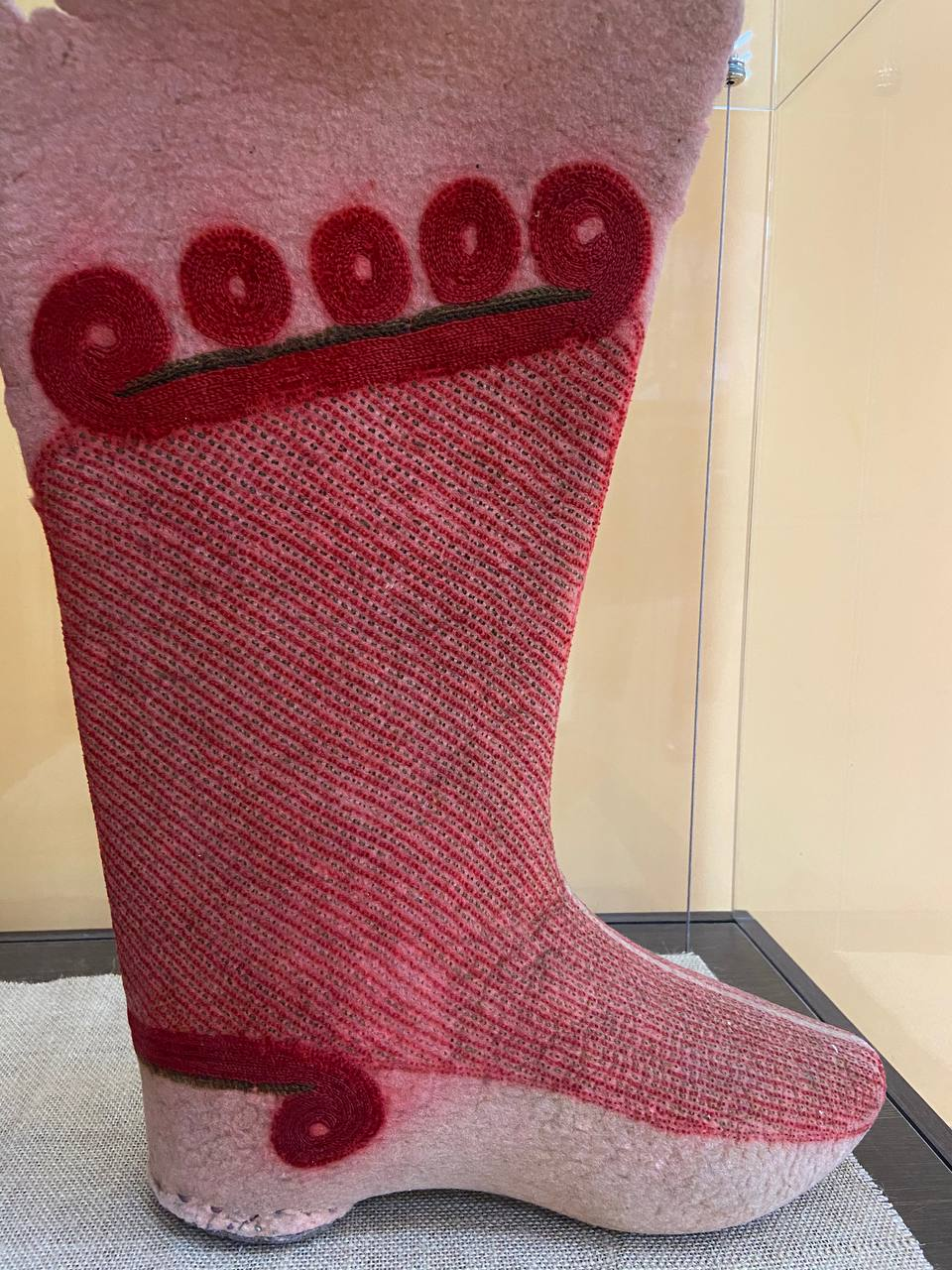
Валенки в Сузунском краеведческом музее

Большая коллекция валенок хранится в Кукморском краеведческом музее, Пермском краеведческом музее, Кировском областном краеведческом музеи, Омском государственном историко-краеведческом музее, даже в Алтайском музее (Заринском краеведческом музее)
В Кукморском музее экспонируются изделия Родигиных и их конкурентов купцов Комаровых и Вавиловых, в том числе валенки с «мушками» (то есть вышитые). На втором этаже особняка оборудован кабинет Михаила Родигина, в нем установлена мебель семьи Комаровых — фирменный рабочий стол, стулья, изящный шкаф
Кукморские валенки с металлической биркой с надписью занимают достойное место среди экспонатов Нижнеиргинского сельского музея.
В 2018 году в музее-заповеднике Коломенское на выставке «Валенки. От царских дворцов до модных подиумов» была представлена обширная коллекция кукморских валенок.
Очень часто в музейной практики кукморские валенки неправильно атрибутируются, валенками казаками или валенками расписными, валенками казанскими, валенки — «поярковые».